# Claraeola clavata
Claraeola clavata är en tvåvingeart som först beskrevs av Becker 1898.  Claraeola clavata ingår i släktet Claraeola och familjen ögonflugor.
Artens utbredningsområde är Italien. Inga underarter finns listade i Catalogue of Life.